# Андрущенко, Алексей Фёдорович
Алексей Фёдорович Андрущенко, другой вариант фамилии — Андрющенко (8 октября 1909, Подол, Полтавская губерния — 13 ноября 1984) — мастер по сложным работам конторы бурения Ухтинского комбината Министерства нефтедобывающей промышленности СССР, Коми АССР. Герой Социалистического Труда (1966). Депутат Верховного Совета Коми АССР 2-го созыва.

## Биография
Родился в 1909 году в крестьянской семье в деревне Подол (ныне — в Сребнянском районе Черниговской области, Украина). Трудовую деятельность начал в раннем возрасте. В 1933 году поехал в Коми АССР на Чибьюский нефтепромысел, где уже работал буровым мастером его старший брат Григорий. С 1933 по 1968 года — буровой рабочий, старший мастер, начальник буровой, буровой мастер предприятий Газстроя, буровой мастер конторы бурения треста «Войвожнефть», мастер по сложным работам, заместитель начальника участка Ижемской нефтеразведки, старший инженер инструментальной площадки конторы бурения Ухтинского комбината.
Участвовал в разведке и разработке Седъельского, Войвожского, Небельского, Нижнеомринского, Западно-Тэбукского нефтяных месторождений.
Избирался депутатом Верховного Совета Коми АССР (1947—1951).
Досрочно выполнил производственные задания Семилетки (1971—1975) и свои личные социалистические обязательства по добыче нефти. Указом Президиума Верховного Совета СССР от 23 мая 1966 года N 5015-VI «О присвоении звания Героя Социалистического Труда работникам предприятий нефтедобывающей промышленности» за выдающиеся заслуги в выполнении заданий семилетнего плана по добыче нефти и достижение высоких технико-экономических показателей в работе удостоен звания Героя Социалистического Труда с вручением ордена Ленина и золотой медали «Серп и Молот».
С 1968 года — инструментальщик-комплектовщик, стропальщик Нижнеодесского УБР объединения «Коминефть».
В 1973 году вышел на пенсию.
Скончался в 1984 году.
Награды
- Орден Ленина
- Орден Трудового Красного Знамени — дважды
- Орден «Знак Почёта»
- Орден Отечественной войны 2 степени